# Pratiwi Sudarmonová
Pratiwi Pujilestari Sudarmonová (* 31. července 1952 Bandung) je indonéská vědkyně, profesorka mikrobiologie na Indonéské univerzitě v Jakartě.
V roce 1977 získala na Indonéské univerzitě magisterský titul a v roce 1984 na Ósacké univerzitě titul PhD. v oboru molekulární biologie. Pracovala na výzkumu Salmonelly financovaném Světovou zdravotnickou organizací. V letech 1994–2000 vedla oddělení mikrobiologie na Indonéské univerzitě, v letech 2001–2002 byla stipendistkou Fulbrightovy nadace.
V říjnu 1985 ji NASA vybrala jako specialistku pro užitečné zatížení pro misi STS-61-H, která měla vynést na oběžnou dráhu indonéskou telekomunikační družici Palapa B–3. Jejím náhradníkem byl krajan Taufik Akbar. Po tragickém letu STS-51-L však byly všechny plánované lety raketoplánů zrušeny, takže se do vesmíru nedostala. Indonéský satelit pak vynesla na oběžnou dráhu raketa Delta.